# William Ellery
William Ellery (22. prosince 1727, Newport, Rhode Island, USA – 15. února 1820, Newport) byl signatářem Deklarace nezávislosti Spojených států jako zástupce ostrova Rhode Island.

## Životopis
Narodil se v Newportu v Rhode Island. jako druhý syn Williama Elleryho seniora a Elizabethy Almy. Nejprve se vzdělával u svého otce, obchodníka a absolventa Harvardovy univerzity. William absolvoval Harvardovu univerzitu v roce 1747, kde vynikal v řečtině a latině. Poté se vrátil do Newportu na Rhode Islandu. Nejprve pracoval jako obchodník, poté se stal úředníkem v celní správě. Stal se členem „Rhode Island General Assembly“ (Valného shromáždění). Od roku 1770 pracoval jako právník a ve věku 43 let se stal aktivním členem v „Rhode Island Sons of Liberty“.

Znak Williama Elleryho

V roce 1776 zemřel guvernér Rhode Islandu a delegát Kontinentálního kongresu Samuel Ward. Ellery jej na kongresu nahradil a v roce 1776 se stal signatářem Ústavy Spojených států amerických a jedním z 56 signatářů Deklarace nezávislosti. Jeho podpis na Deklaraci je druhý největší za slavným podpisem Johna Hancocka.
Ellery také pracoval jako soudce u Nejvyššího soudu na Rhode Islandu. Byl prvním daňovým úředníkem v přístavu Newport, kde pracoval až do své smrti. V roce 1785 se stal abolicionistou a stal se členem reformované křesťanské církve „Second Congregational Church of Newport“.
Ellery zemřel 15. února 1820 ve věku 92 let a byl pohřben na Common Burial Ground v Newportu. Společnost „Sons of the Revolution“ a „Daughters of the American Revolution“ se každoročně scházejí u jeho hrobu dne 4. července.